# La Meute (série télévisée)
Pour les articles homonymes, voir Meute.
La Meute (La jauría) est une série télévisée policière chilienne en huit épisodes créée par Sergio Castro et Enrique Videla, et diffusée depuis le 10 juillet 2020 sur Prime Video et le 2 novembre 2020 sur Televisión Nacional de Chile, et aux États-Unis sur HBO Max.
En France, elle est diffusée depuis le 24 juin 2021 sur Arte en VM.

## Synopsis

### Saison 1
En enquêtant sur la vidéosurveillance d'un cambriolage, la commissaire de police Olivia Fernández suspecte un enlèvement et des agressions sexuelles dont la victime porte l'uniforme d'un lycée privé de Santiago. Le lycée en question est bloqué par des lycéennes pour protester contre l'absence de sanction envers un enseignant qu'elles accusent de harcèlement sexuel. La lycéenne disparue, Blanca Ibarra, était la meneuse du mouvement. Un tatouage trouvé sur le corps sans vie d'une jeune femme relie les deux affaires à un « jeu » mené par un homme caché, le Loup, qui entraîne des adolescents à dominer et agresser les femmes.

### Saison 2
Après une rave party à Ritoque, dans le nord du pays, trois jeunes filles disparaissent, dont l'une est retrouvée morte. Olivia Fernández est chargée de l'enquête. Un lien commence à apparaître avec l'affaire de la Meute. Pendant ce temps, à Santiago, les proches de Blanca Ibarra (Celeste, Sofia et d'autres) ont intégré un groupe féministe qui finit par intimider un représentant du patriarcat militaire régnant sur le pays. La réaction de la Meute ne se fait pas attendre, en prenant des proportions qui montrent que le jeu du Loup n'était qu'une étape préparatoire, et qu'il va désormais se déployer à un niveau beaucoup plus politique.

### Fiche technique
Sauf indication contraire, les informations mentionnées dans cette section peuvent être confirmées par la base de données cinématographiques IMDb,  présente dans la section « Liens externes ».
- Titre original : La jauría
- Création : Sergio Castro et Enrique Videla
- Réalisation : Lucía Puenzo, Marialy Rivas, Sergio Castro, Nicolás Puenzo
- Scénario : Paula del Fierro, Enrique Videla, Leonel D'Agostino, Lucía Puenzo, Julio Rojas
- Musique : No estamos solas d'Ana Tijoux
- Production : Pablo Larraín, Juan de Dios Larraín, Christian Vesper
  - Production exécutive : Ángela Poblete, Juan Ignacio Correa, Matías Amoçain
- Sociétés de production : Fábula, Fremantle, Kapow
- Sociétés de distribution : Fremantle
- Pays de production :  Chili
- Langue originale : espagnol
- Format : couleurs -
- Genre : drame, policier, thriller
- Durée : 60 minutes (1 h 00)
- Dates de sorties : 
  - 10 juillet 2020 (Amérique latine et Espagne)
  - 2 novembre 2020 (Chili)

## Distribution

### Acteurs principaux
- Antonia Zegers (VF : Marie Bouvier) : Olivia Fernández, commissaire de police chargée d'enquêtes criminelles
- María Gracia Omegna (VF : Edwige Lemoine) : Carla Farías, commissaire adjointe
- Daniela Vega (VF : Rébecca Finet) : Elisa Murillo, commissaire spécialisée dans les violences de genre
- Paula Luchsinger (VF : Nastassja Girard) : Celeste Ibarra, sœur de Blanca Ibarra.
- Mariana Di Girolamo (VF : Fanny Bloc) : Sofía Radič, une amie de Blanca Ibarra, et la petite amie de Celeste Ibarra.
- Alberto Guerra (VF : Marc Arnaud) : Manuel Montero, psychologue au Colegio Santa Inés
- Antonia Giesen (VF : Pauline Ziadé) : Blanca Ibarra, victime de la Jauría.
- Lux Pascal : Benjamín Lira, élève de l'équipe de rugby du Colegio Santa Inés, petit ami de Blanca, membre de la Jauría.
- Giordano Rossi (VF : Jim Redler) : Augusto Iturra, élève de l'équipe de rugby du Colegio Santa Inés, membre de la Jauría
- Raimundo Alcalde (VF : Clément Moreau) : Eduardo Valenzuela, élève de l'équipe de rugby du Colegio Santa Inés, membre de la Jauría
- Clemente Rodríguez (VF : Tom Trouffier) : Gonzalo Fernández, fils d'Olivia.
- Marcela Salinas : Sandra Alcamilla, sous-commissaire à Ritoque (saison 2)

### Acteurs récurrents
- Claudia Di Girólamo (VF : Isabelle Gardien) : Francisca Izquierdo, mère d'Augusto
- Alfredo Castro (VF : Pierre Laurent) : Alejandro Petersen, psychanalyste
- Luis Gnecco : Claudio Valenzuela, ancien général père d'Eduardo.
- Francisco Reyes (VF : François Dunoyer) : Emilio Belmar, prêtre directeur du Colegio Santa Inés
- Amparo Noguera (VF : Marie-Laure Dougnac) : María Rivera, mère de Blanca et Celeste
- Daniel Muñoz (VF : Thierry Wermuth) : Bruno Ibarra, enseignant au Colegio Santa Inés, père de Blanca et Celeste.
- Marcelo Alonso (VF : Pierre-François Pistorio) : Mario Ossandón, enseignant au Colegio Santa Inés, accusé de harcèlement sexuel
- Francisco Pérez-Bannen (VF : Benjamin Egner) : Leonel Lira, père de Benjamín
- Jorge Arecheta : Javier, collègue d'Olivia, spécialiste en informatique
- Octavia Bernasconi : Elena, hackeuse (saison 2)
- Alejandro Goic : Jorquera, le commissaire principal.

## Épisodes
- Saison 1

1. Respira profundo
2. Los vamos a cazar
3. Gente con dinero, gente con poder
4. Dejen mi marca
5. Lobos contra leonas
6. El juego no ha terminado
7. A veces es bueno que arda
8. Nunca dije su nombre

- Saison 2

1. El Oasis
2. Love Bombs
3. El Alquimista
4. Bienvenidos en el club
5. La libélula
6. La caza
7. Mala madre
8. Ojo por ojo

## Commentaires
La série a été créée à la suite d'un mouvement de manifestations contre les violences faites aux femmes au Chili en 2018.

« En avril 2018, les élèves de l'université de Valdivia, au Sud du Chili, ont lancé un mouvement de protestations et de blocages après des accusations de harcèlement sexuel contre un professeur par une employée de l'établissement. Deux mois plus tard, le mouvement devient national. 100.000 femmes, de tous les âges, marchent dans les rues de Santiago du Chili pour dénoncer le sexisme ambiant et l'impunité. »

Elle a également été inspirée par le viol, en Espagne, aux  Fêtes de San Fermin de 2016, d'une jeune femme par un groupe d'hommes désignés comme la manada, viol filmé puis diffusé sur Whatsapp, qui avait suscité une profonde indignation et des manifestations importantes par le jugement trop clément en première instance,.
La série présente également la problématique des défis qui circulent sur les réseaux sociaux, comme celui de la Baleine bleue, ainsi que le problèmes des adoptions illégales.
Le thème du générique est la chanson engagée No estamos solas d'Ana Tijoux, qui joue également le personnage (secondaire) de Z dans la série.
Elle a été considérée comme l'une des 15 meilleures séries non américaines de 2020 par le journal Variety. Pour certains, elle surfe sur l'actualité de la critique du patriarcat sans être véritablement féministe,.
La saison 2 se déroule après l'explosion du mouvement social démarré en octobre 2019 au Chili, et aborde les thèmes de la corruption, du pouvoir, de l'arrivisme, des inégalités d'opportunités, des privilèges de la classe dominante, ainsi que de la perspective de genre qui traverse tous ces thèmes.

## Distinctions
- Prix Produ 2020 : meilleure réalisation[11]
- Prix Marés 2021 : meilleure actrice dans un drame pour Antonia Zegers
- Prix Estrella 2021 : meilleure fiction[12]